# Pacto Histórico
Pacto Histórico «Colombia Puede» (lett. in italiano: Patto Storico «La Colombia Può») è una coalizione politica di sinistra composta principalmente da partiti e movimenti politici di ideologia progressista, socialdemocratica e socialista democratica. Venne lanciata l'11 febbraio 2021 attraverso una conferenza stampa nella quale parteciparono vari leader e capi politici.

## Obiettivi
- Ottenere una maggioranza nel Congresso della Repubblica. L'obiettivo principale è quello di vincere le elezioni legislative di marzo 2022 con un totale di 55 senatori e 86 rappresentanti alla camera, così da poter avere la maggioranza assoluta.[2]
- Presentare al paese una proposta alternativa di governo, costruita sulle basi sociali che accompagnano la coalizione, come riforme attraverso del Congresso della Repubblica nel fare un accordo in Colombia incentrato sulla giustizia sociale e sulla pace.[3]
- Ottenere la presidenza della repubblica vincendo le elezioni del 29 maggio 2022 (primo turno presidenziale), e poi nel caso, del 19 giugno 2022 (secondo turno).[1]

## Composizione
Partiti e movimenti politici che compongono Pacto Histórico:
| Partiti e movimenti                      | Leader                 |
| ---------------------------------------- | ---------------------- |
| Colombia Humana                          | Gustavo Petro          |
| Unión Patriótica                         | Aída Avella Esquivel   |
| Polo Democratico Alternativo             | Alexander López Maya   |
| Partito Comunista Colombiano             | Jaime Caycedo Turriago |
| Movimiento Alternativo Indígena y Social | Martha Peralta Epieyú  |
| Partido del Trabajo de Colombia          | Yezid García Abello    |
| Unidad Democrática                       | Luis Carlos Avellaneda |
| Todos Somos Colombia                     | Clara López Obregón    |
| Soy Porque Somos                         | Francia Márquez        |
| Autoridades Indígenas de Colombia        | Laudelino Bernier      |
| Poder Ciudadano                          | Pietà Córdoba          |
| Alianza Democrática Amplia               | Paulino Riascos        |